# Wilhelm Rütter
Wilhelm Rütter (* 18. Februar 1812 in Issum; † 25. November 1887 in Kevelaer) war Orgelbauer und wirkte vor allem am Niederrhein, im Raum Duisburg und in den Niederlanden. Er hielt an der Orgelbautradition des 18. Jahrhunderts fest, entgegen dem Trend seiner Zeit, mit der Orgel ein Orchester zu imitieren.
Er baute unter anderem die Orgeln in:
- der Kevelaerer Kerzenkapelle[2]
- Den Haag (H. Antonius und Lodewijk)
- Rotterdam (St. Antoniuskirche)
- Düffelward St. Mauritius[3]
- Hartefeld
- Ruhrort
- Issum-Sevelen

Diese Orgeln stehen teilweise heute noch.